# Finningham
Finningham is een civil parish in het bestuurlijke gebied Mid Suffolk, in het Engelse graafschap Suffolk met 480 inwoners.